# Ngô Xuân Lịch
Ngô Xuân Ngô Xuân Lịch (Yên Bắc, 20 aprile 1954) è un generale e politico vietnamita, Ministro della Difesa Nazionale del Vietnam dal 2016 al 2021.

## Biografia
Ngô Xuân Lịch era stato precedentemente vice-capo del dipartimento generale di politiche (gennaio 2008-2011), nel 2016 è stato promosso al rango di generale a quattro stelle. Ha sostituito Lê Văn Dũng come direttore del dipartimento generale di politiche nel marzo 2011.
nel 2003 era stato promosso al grado di Maggior generale, in seguito nel 2008 a Tenente generale e infine a Colonnello generale nel 2011.
il 5 ottobre 2015, è stato promosso a Generale d'armata dal Presidente del Vietnam insieme a Đỗ Bá Tỵ che ora è Vicepresidente dell'Assemblea nazionale del Vietnam.
il 28 gennaio 2016, è stato eletto nel politburo del Partito Comunista del Vietnam durante il 12º Congresso nazionale.
il 9 aprile 2016, è stato nominato Ministro della Difesa Nazionale succedendo a Phung Quang Thanh.